# El Matmar
El Matmar là một đô thị thuộc tỉnh Relizane, Algérie. Dân số thời điểm năm 2002 là 14.533 người.